# Фёдоров, Виктор Феофилактович
Виктор Феофилактович Фёдоров (1913 —1988) — Генеральный Директор НПО "Элмаш", Заслуженный Машиностроитеь РСФСР, лауреат Государственной премии СССР 1969 года. Член КПСС с 1940 г.
Послужной список:
- 1929—1930 слесарь Мичуринского паровозоремонтного завода;
- 1930—1935 студент Саратовского Института Механизации Сельского Хозяйства;
- 1935—1951 инженер, начальник цеха, начальник КБ Саратовского Авиационного Завода;
- май 1951—1957 главный инженер, с мая 1955 г. директор Саратовского Завода Электронного Машиностроения (п/я 447);
- 1957- декабрь 1965 зам. председателя Саратовского Совнархоза (Совнархоза Приволжского экономического района);
- январь 1966—1970 директор Саратовского Завода Электронного Ьашиностроения;
- с июля 1970 по 1981 год Генеральный директор НПО «Элмаш».

Делегат XXIV съезда КПСС (1971).
Лауреат Государственной премии СССР 1969 года (в составе коллектива) — за разработку, изготовление и внедрение серии автоматизированных линий для производства постоянных не проволочных, углеродистых резисторов с осевыми выводами. Награждён орденами и медалями.

## Источники

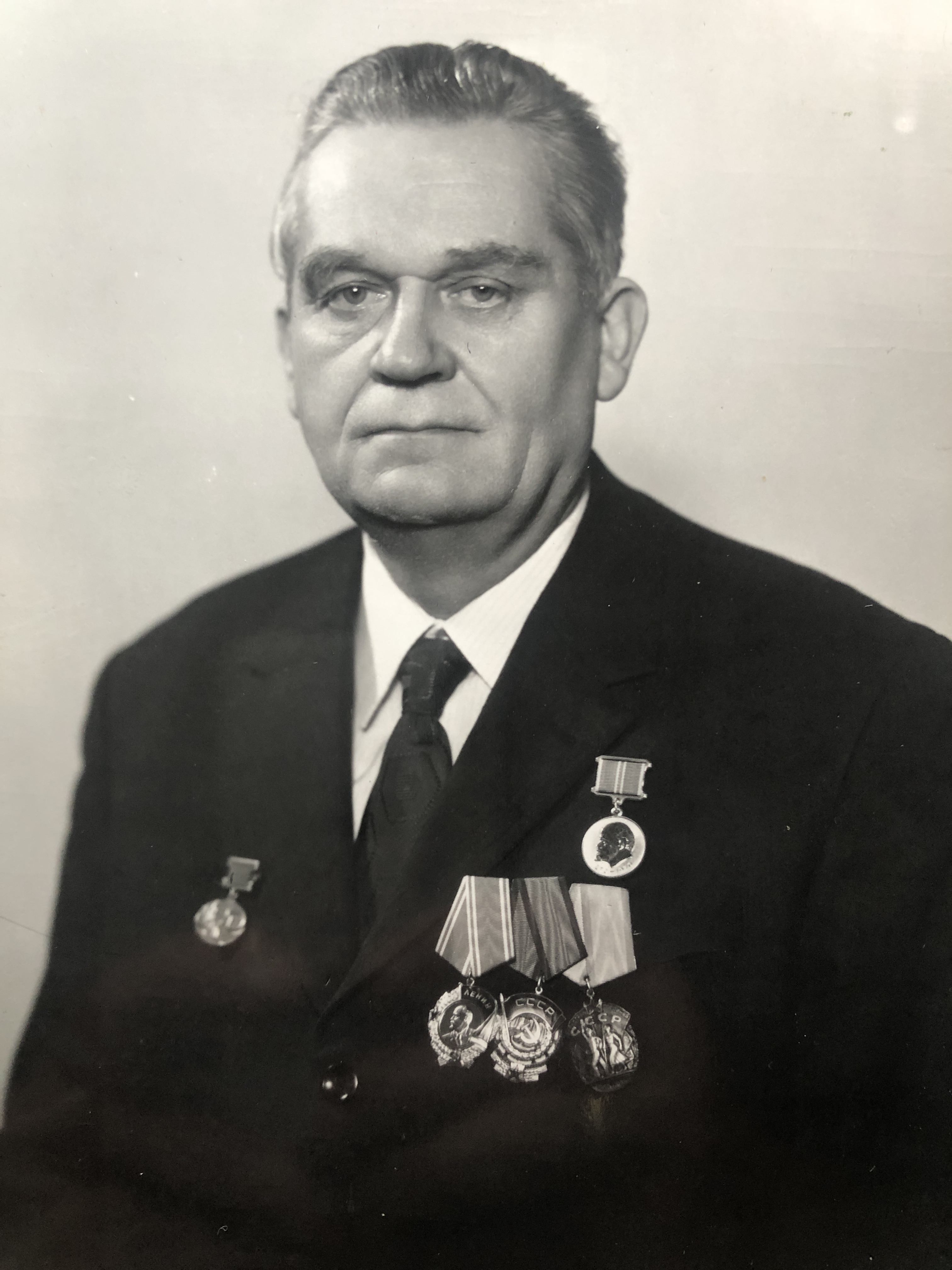